# La Galère noire
La Galère noire est le quatrième tome de la série de bande dessinée Thorgal, dont le scénario a été écrit par Jean Van Hamme et les dessins réalisés par Grzegorz Rosiński.

## Synopsis
Thorgal s'est installé dans un village de paysans en attendant qu'Aaricia, enceinte, mette au monde leur enfant. Mais Shaniah, une des filles du village, amoureuse de Thorgal, est jalouse et annonce à des cavaliers nouvellement venus que Thorgal est le complice d'un homme recherché. Celui-ci se fait donc emmener comme esclave sur la Galère du prince Véronar, héritier du trône de Brek Zarith. De terribles conséquences s'ensuivent...

## Publication
- Le Lombard, mai 1982,  (ISBN 2-8036-0026-9)
- J'ai Lu BD, mai 1989,  (ISBN 2-277-33123-6)
- Niffle, avril 2017, col. « La Grande Bibliothèque », 276 planches  (ISBN 978-2-8739-3067-7)

### Documentation
- Brian Hester, « Les 50 Meilleurs Albums de l'année : La Galère noire », dans Jean-Luc Fromental (dir.), L'Année de la bande dessinée 82-83, Temps futurs, 1982, p. 45.